# دیزدیل
دیزدیل (به انگلیسی: Daysdale) یک شهرک در استرالیا است که در نیو ساوت ولز واقع شده‌است.

## نگارخانه

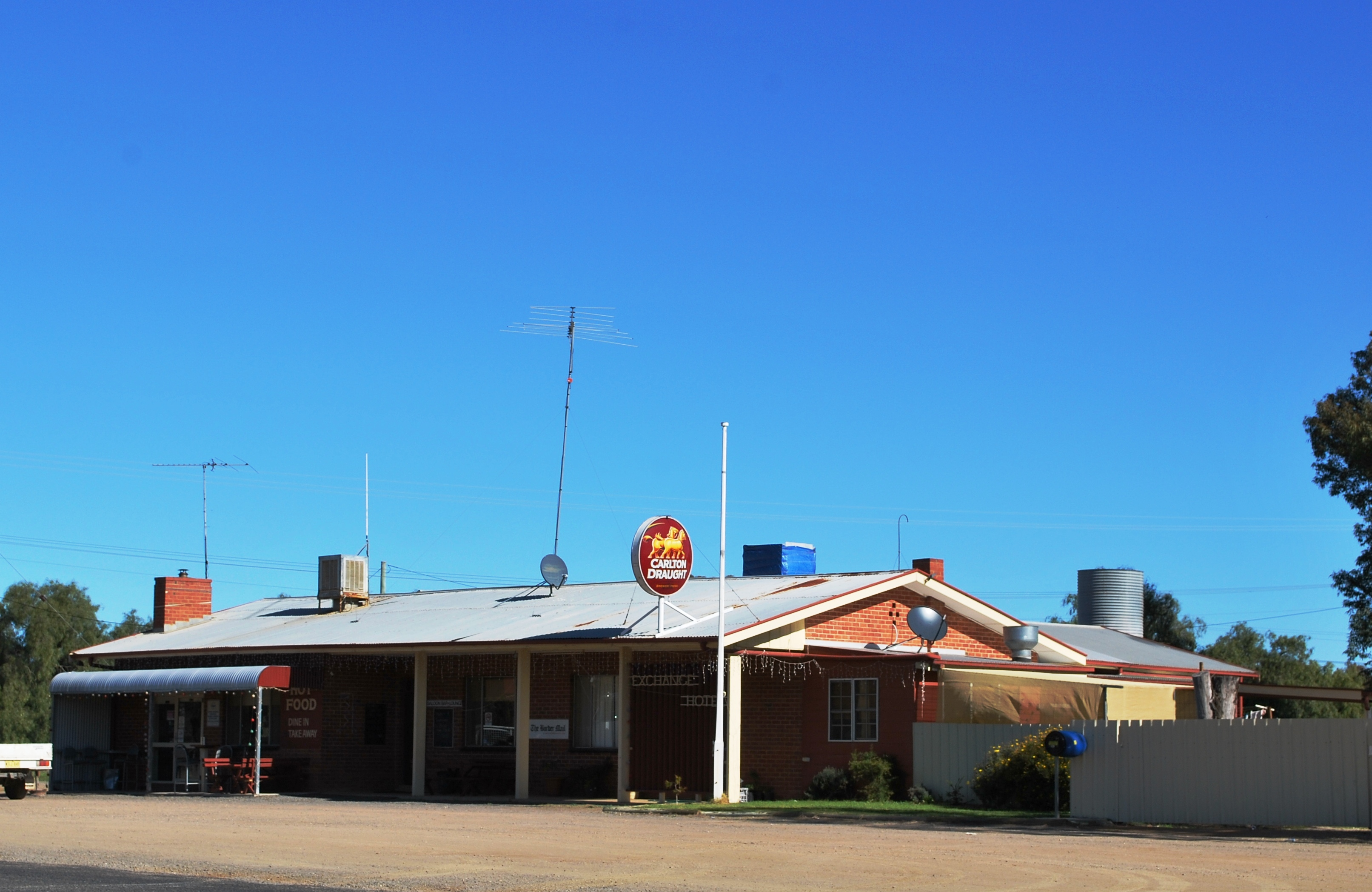
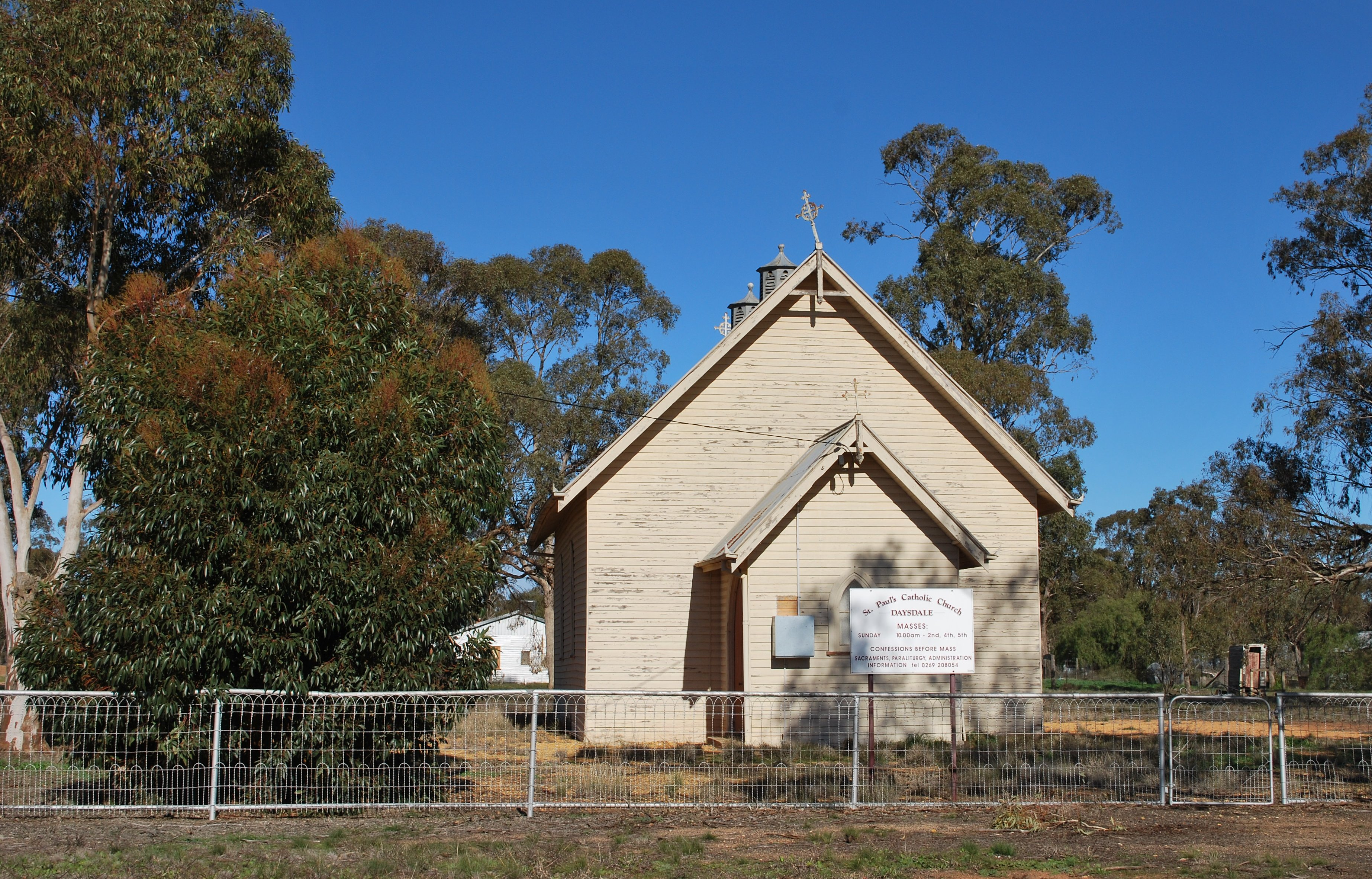